# Rev-Raptor
Rev-Raptor — тринадцатый студийный альбом группы U.D.O., вышедший в 2011 году. Rev Raptor — это название одного из так называемых Zoid-ов, механической формы жизни из вымышленного аниме-мира Zoids. Удо Диркшнайдер определяет Rev-Raptor как что-то вроде киборг-полицейский.
Rev-Raptor записывался с июня 2010 по февраль 2011 года и на два месяца задержался с планируемым выпуском ввиду болезни Штефана Кауфманна.
Альбом реализовывался AFM Records на компакт-диске (AFM 326-2), диджипаке (AFM 326-9), а также 800 экземпляров были выпущены на виниле, 600 на чёрном и 200 на зелёном (LP: AFM 326-1).
Удо Диркшнайдер определил творчество группы на альбоме как «классическое звучание U.D.O. никуда не делось, просто теперь оно в современной упаковке».
Альбом добрался до 20 места в Германии, 26 места в Швеции и 57 места в Швейцарии.

## Список композиций
Все слова написаны Штефан Кауфманном и Диркшнайдером, авторы музыки оговорены в таблице
| №                   | Название                                | Музыка                          | Перевод названия                 | Длительность |
| ------------------- | --------------------------------------- | ------------------------------- | -------------------------------- | ------------ |
| 1.                  | «Rev-Raptor»                            | Кауфманн, Винхольд, Диркшнайдер | «Рев-Раптор»                     | 3:41         |
| 2.                  | «Leatherhead»                           | Кауфманн, Диркшнайдер           | «Полицейский»                    | 4:09         |
| 3.                  | «Renegade»                              | Кауфманн, Диркшнайдер           | «Изменник»                       | 3:29         |
| 4.                  | «I Give as Good as I Get»               | Кауфманн, Винхольд, Диркшнайдер | «Я отдаю то же, что получил»     | 4:18         |
| 5.                  | «Dr. Death»                             | Кауфманн, Диркшнайдер           | «Доктор Смерть»                  | 3:46         |
| 6.                  | «Rock 'n' Roll Soldiers»                | Кауфманн, Диркшнайдер           | «Солдаты рок'н'ролла»            | 4:16         |
| 7.                  | «Terrorvision»                          | Кауфманн, Диркшнайдер           | «Террорвидение»                  | 3:59         |
| 8.                  | «Underworld»                            | Кауфманн, Диркшнайдер           | «Преисподняя»                    | 4:18         |
| 9.                  | «Pain Man»                              | Кауфманн, Джианола, Диркшнайдер | «Человек, заставляющий страдать» | 3:53         |
| 10.                 | «Fairy Tales of Victory» (только на CD) | Кауфманн, Джианола, Диркшнайдер | «Небылицы о победе»              | 4:01         |
| 11.                 | «Motor-Borg»                            | Кауфманн, Диркшнайдер           | «Моторизованный борг»            | 3:24         |
| 12.                 | «True Born Winners»                     | Кауфманн, Диркшнайдер           | «Прирождённые победители»        | 3:26         |
| 13.                 | «Days of Hope and Glory»                | Кауфманн, Диркшнайдер           | «Дни надежды и славы»            | 4:27         |
| Общая длительность: | Общая длительность:                     | Общая длительность:             | Общая длительность:              | 51:09        |

Японское издание дополнено двумя бонус-треками: «Stormbreaker» (с англ. — «Волнолом») и «Bodyworld» (с англ. — «Реальный мир»). На диджипаке дополнительно содержатся песни «Time Dilator» (с англ. — «Расширитель времени»), «Heavy Metal W:O:A» (с англ. — «Хэви Метал Вакен Опен Эйр») и два видео «I Give As Good As I Get» и «Leatherhead».

## Синглы
- «Leatherhead» (8 апреля 2009, CD: AFM 326-5), содержащий песни «Leatherhead» и «Rock`N´Roll Soldiers», две песни, не вошедшие в альбом «Free Or Rebellion» и «Run!» и 2 видеоклипа «Jingle Balls» и «Leatherhead».

## Участники записи
- Удо Диркшнайдер — вокал
- Штефан Кауфманн — гитара
- Игор Джианола — гитара
- Фитти Винхольд — бас-гитара
- Франческо Джовино — ударные